# 워터퍼드

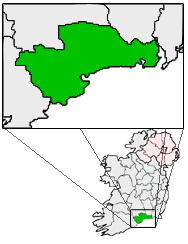
워터퍼드 위치

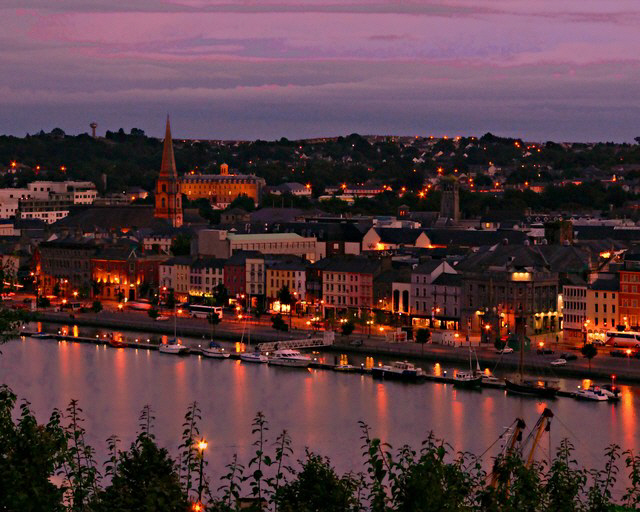
Suir강의 야경

워터퍼드(Waterford)는 아일랜드 남부의 워터퍼드주의 주도로 면적은 41.58km2고 인구는 2006년기준 49,240명(도시 인구는 45,775명)이다. 고도는 6m다.

## 도서관
도서관이 세 군데 있다. 그 도서관들의 이름은 워터퍼드 시티 도서관(1905년개장), 레이디 레인 도서관, 어드킨 도서관이 있다.

## 교통

### 해양
워터퍼드 항이 있다.

### 항공
Aer Arann만이 운행하는 워터퍼드 공항이 있다. 이 공항은 2003년 24.000명, 2004년 55.000명, 2005년 71.000명, 2006년 85.000명, 2007년 116.000명, 2008년 144.000명이 이용했으며 버밍햄, 골웨이, London-Luton, Lorient (계절별), 맨체스터간에 운행한다.

## 자매 도시
- 캐나다 세인트존스
- 미국 로체스터
- 프랑스 페이드라루아르 Saint-Herblain

## 같이 보기
- 블라